# ZIS-5
ZIS-5（俄语：ЗиС-5），中譯吉斯-5，是苏联在1930至1940年代的主力4×2三吨中型卡车，由莫斯科ZIS工廠生產。

## 开发
苏联第一个五年计划期间，莫斯科汽车制造厂（АМО）從1930年开始制造新型2.5吨卡车AMO-2，替代AMO-F15（菲亚特F-15的引进版）。AMO-2实际上是美国的Autocar Dispatch SA的组装车。在美国A.J. Brandt Co.的帮助下莫斯科汽车制造厂实现了技术装备升级，1931年开始生产AMO-2完全国产化的版本AMO-3卡车以及衍生型AMO-4大型客车。
1933年，莫斯科汽车制造厂以斯大林命名，全名为“以斯大林命名的莫斯科汽车制造厂”，缩写为ZIS，并于1933年6月开始生产首批十台ZIS-5。1934年吉斯-5大规模量产，日产量65台。ZIS-5可靠性强、维修便利、低温适应性好，可以使用不同牌号的汽油，6缸化油器发动机带有蓄电池点火系统。配备干式双片离合器、4挡变速箱、双级主传动器以及机械传动式刹车装置。
吉斯-5衍生车型有25种，其中19种批产。考虑到整个车系的AMO-2、AMO-3、ZIS-50、UralZIS-5M与UralZIS-355，生产时间从1930年至1958年。如果包括深度现代化的UralZIS-355M，则一直生产到1965年。

## 生产

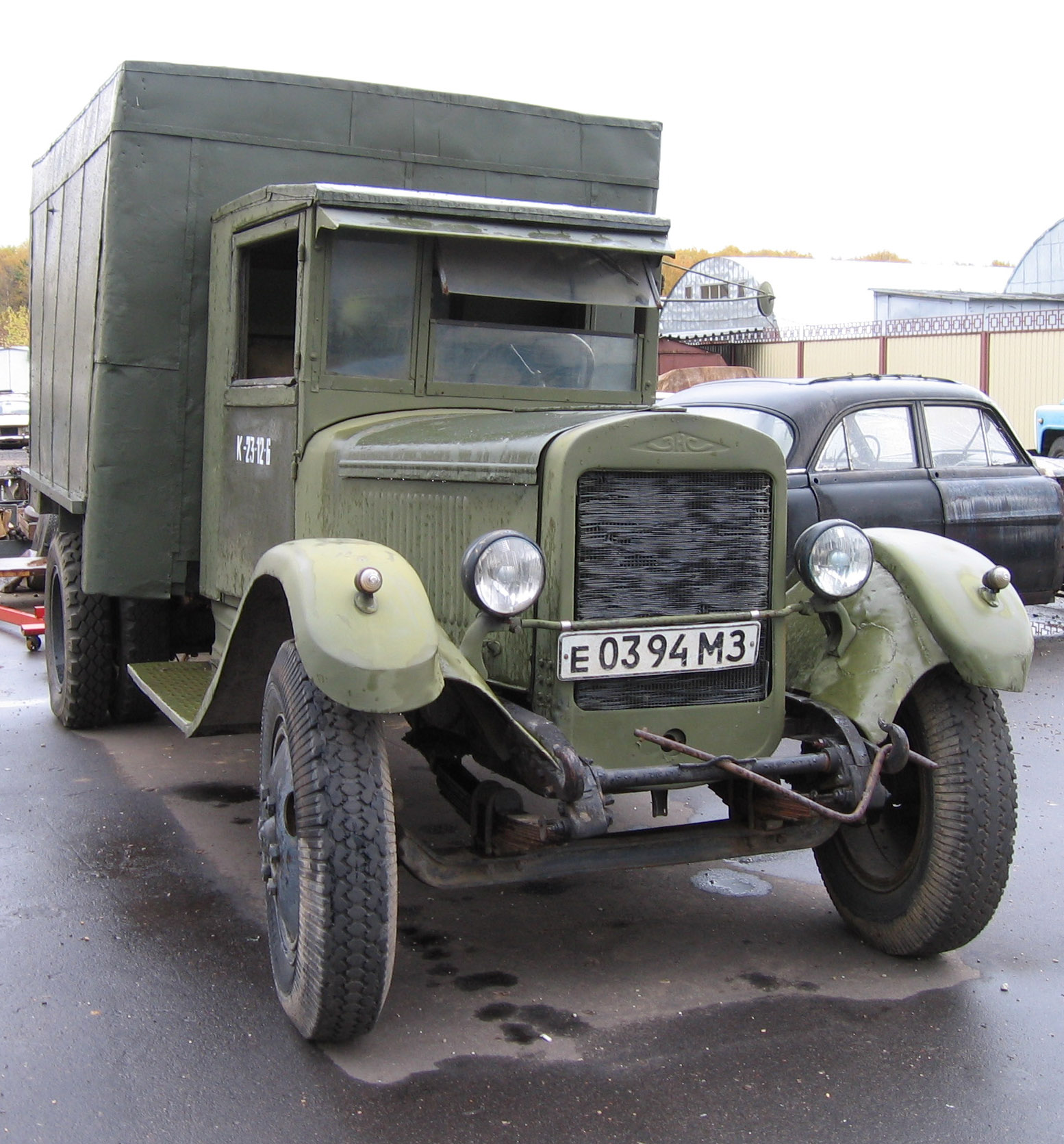
ZIS-5面包运输车

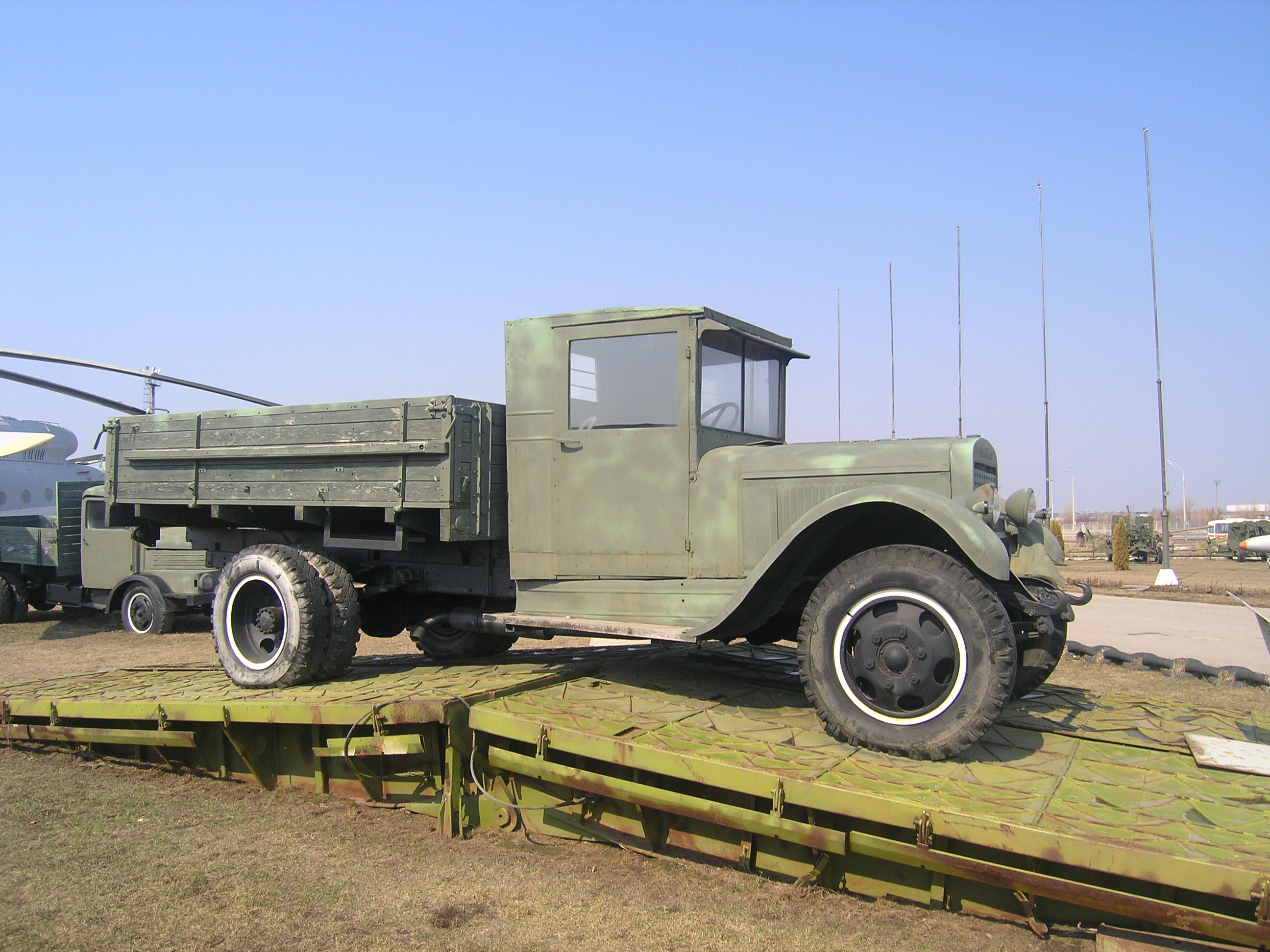
ZIS-5在陶里亚蒂工业博物馆

1933年10月1日开始量产。与陶里亚蒂GAZ-AA成为三、四十年代苏联主力卡车型号。苏德战争爆发时，苏联红军汽车装备数量为27.3万辆，其中仅吉斯5型就达10.04万辆，占36.7%，是绝对的主力车型。
1941年秋，德军逼近莫斯科，吉斯厂的生产线内迁到乌里扬诺夫斯克与车里雅宾斯克州米阿斯。乌里扬诺夫斯克的乌里扬诺夫斯克汽车制造厂的UASZIS（瓦兹-吉斯）从1942年2月生产到1944年，米阿斯的乌拉尔汽车制造厂从1942年4月开始生产发动机与变速箱。1944年6月8日，乌拉尔汽车制造厂开始生产标志为UralZIS的ZIS-5V一直到1955年换代改产UralZIS-355。
莫斯科斯大林汽车制造厂从1942年4月开始恢复卡车生产。直至1947年换代改产ZIS-150.

## ZIS-5V

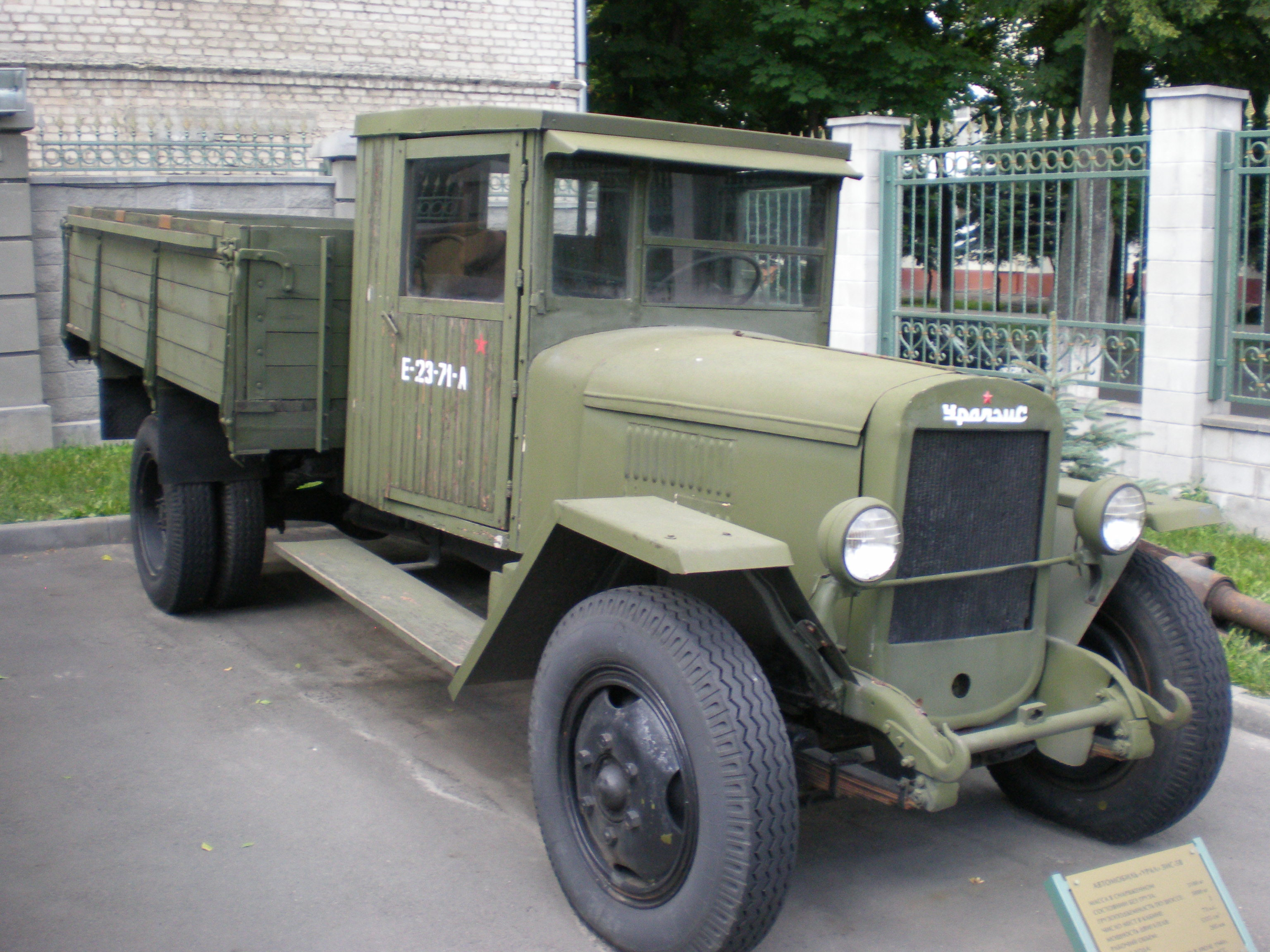
ZIS-5V

1941年底由于战争带来的物资短缺，乌里扬诺夫斯克汽车制造厂从1942年5月被迫开始生产简化版的ZIS-5V：
- 圆滑的翼子板改为平的折弯板；
- 驾驶室与踏脚板改为木制；
- 车门用帆布帘替代
- 去除前轮刹车；
- 车厢只有后栏板设计成铰接式，可以翻转。
- 有时去除了右前大灯
- 保险杠也是非必须

三家工厂总计生产了100万辆简化版吉斯5，其中吉斯厂单独生产了532,311辆。战时，ZIS-5生产了83,000辆。

## 利用
吉斯5及其衍生车型在苏德战争中使用极为广泛。后车厢可乘25名军人。 

## 出口
ZIS-5是苏联第一种出口汽车。1934年出口土耳其100辆。随后出口了阿富汗、伊拉克、伊朗、西班牙、中国、拉脱维亚、立陶宛、爱沙尼亚、蒙古、罗马尼亚。

## 衍生型号

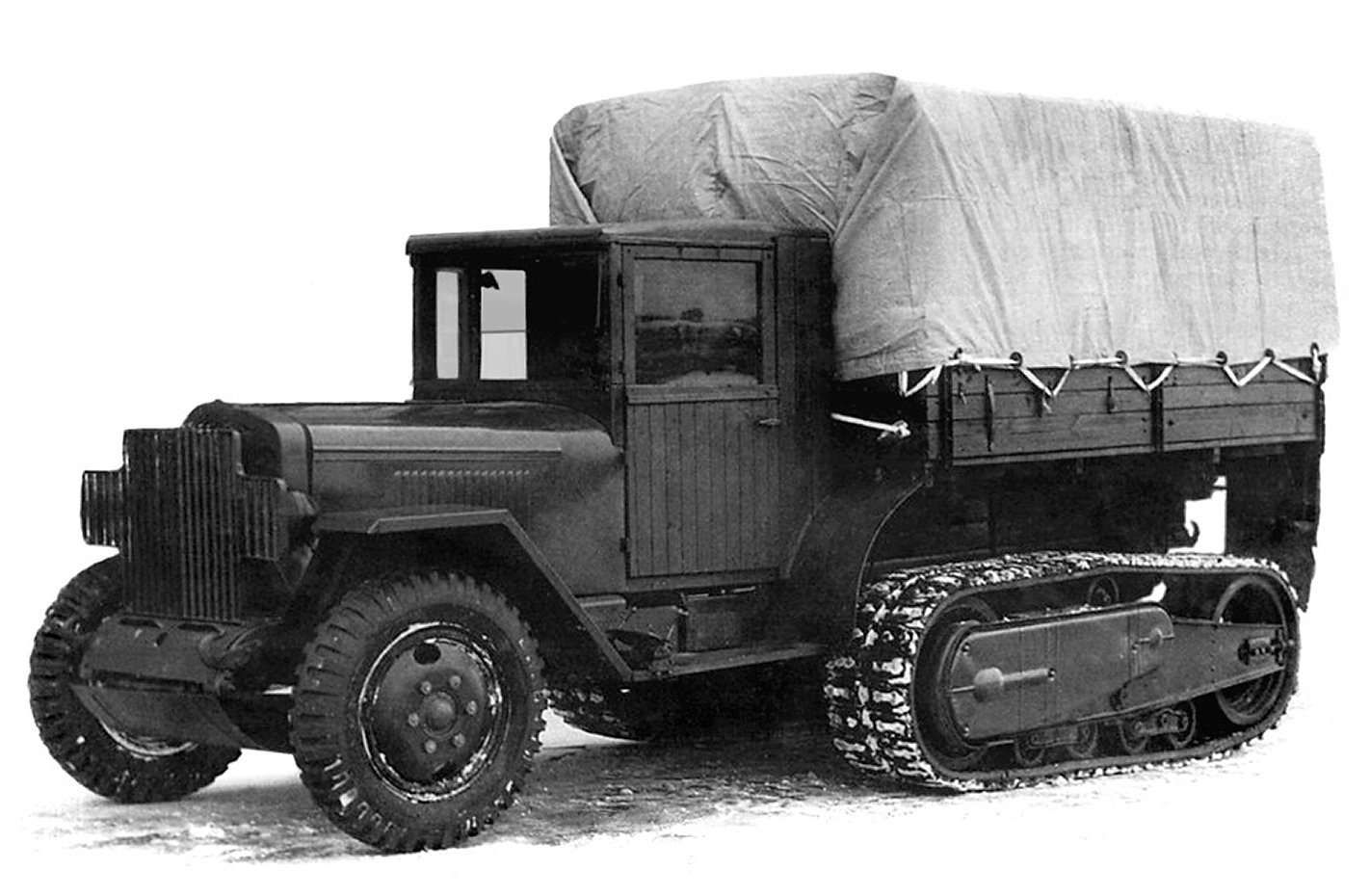
ZIS-42M

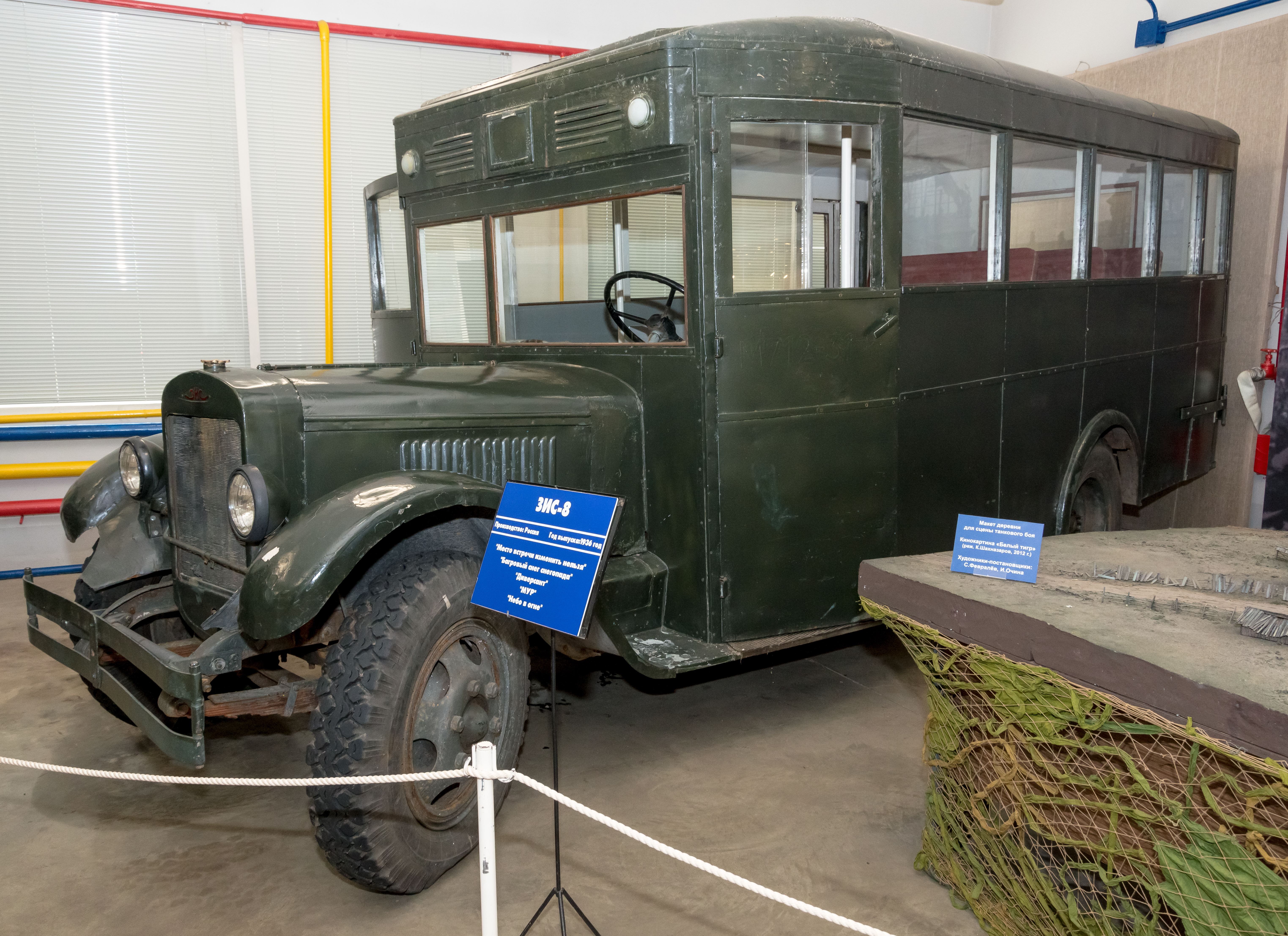
1979年拍摄的五集电视连续剧《碰头地点不变》使用的ZIS-8 "Ferdinand"客车

- ZIS-5：标准版，生产时间为1934-1941与1942-1947年。
- ZIS-5V：战时简化版。生产时间1942-1947年。
- ZIS-6：三轴版。生产时间1934-1941年。至1941年10月总产量21,239辆。有效载荷2.5吨，超载可达4吨。各种变形车作为探照灯车、战场抢修车、起重车、BM-13火箭发射车等。
- ZIS-8：基于ZIS-11的客车版。生产时间1934-1938年。
- ZIS-10：牵引车版。生产时间1938-1941年。
- ZIS-11：加长轴距版（用作消防车）。生产时间1934-1936年。
- ZIS-12：加长轴距版（用作特种车）。生产时间1934-1938年。
- ZIS-13:基于ZIS-14的瓦斯发生器版本。生产时间1936-1939年。
- ZIS-14：加长轴距版（用作特种车）。生产时间1934年。
- ZIS-15：ZIS-5的换代车原型。生产时间1937年。
- ZIS-16：客车版。生产时间1938-1941年。
  - ZIS-16C：基于ZIS-16的救护车版。生产时间1939-1941年。
- ZIS-17：基于ZIS-15的客车。生产时间1939年。
- ZIS-18：基于ZIS-5的瓦斯发生器版本。
- ZIS-19：自卸卡车。生产时间1939-1946年。
- ZIS-20：自卸卡车原型
- ZIS-21：瓦斯发生器版本(使用NATI-G14木柴瓦斯发生器)。生产时间1939-1941年。
- ZIS-22：半履带卡车。生产时间1940-1941。总产量200辆。
  - ZIS-22M： ZIS-22的改进型。生产时间1941年。
- ZIS-23：ZIS-15的三轴版。
- ZIS-24：ZIS-15的四轮驱动板。
- ZIS-25：ZIS-15瓦斯发生器版
- ZIS-26：ZIS-15牵引车版
- ZIS-28：ZIS-15发动机测试版。
- ZIS-30：多种燃料版。生产时间1940-1941年。
- ZIS-31：瓦斯发生器版本(使用NATI-G23煤炭瓦斯发生器).
- ZIS-32：四轮驱动版。生产时间1941年。
- ZIS-33：橡胶车轮套着半履带卡车。生产时间1940年。
- ZIS-34：6x4版。生产时间1940-1941年。
- ZIS-35：ZIS-33的改版。
- ZIS-36：6x6原型。生产时间1941年。
- ZIS-41：瓦斯发生器版。生产时间1940-1944年。
- ZIS-42：半履带卡车。生产时间1942-1944年。牵引重炮和货物越野运输。但只能通过雪地和沼泽地形。73马力。
  - ZIS-42M：ZIS-42改进版。
  - ZIS-43：ZIS-42装甲版。
- ZIS-44：基于ZIS-5V的救护车版。
- ZIS-50：ZIS-5换装ZIS-150发动机。生产时间1947-1948年。
- ZIS-S1：自卸卡车。生产时间1947-1949年。
- LET：基于ZIS-5的电气化试验车。生产时间1935年。
- ZIS-LTA：基于ZIS-5的原木运输半拖车。生产时间1949年。

## 规格
- 4x2, 2轴 3吨载货卡车
- 总产量：100万辆
- 发动机：化油器, 73 hp(*)/2300rpm 6缸. SV, 5557 cc, 水冷 250牛·米扭矩(从1944年1月 - 76 hp/2400rpm, 从1950年代初 - 85 hp)
- 缸径与行程：101,6/114,3 mm
- 长度：6,060 mm（238.6英寸） (考虑保险杠)
- 高度：2,160 mm（85.0英寸）
- 宽度：2,235 mm（88.0英寸）
- 轴距：3,810 mm（150.0英寸）
- 传动：4x2 speed without synchronizers
- 重量：3,100（6,834磅） (空载)
- 最大速度：60 km/h（37 mph） (从1950年代初- 70 km/h（43 mph）)
- 轮胎：34x7 或 9,00x20 (战后) 英寸, 可用 36x8.
- 油耗：34.0 L/100 km

## 吉斯5在中国
1933年新疆四一二事变后，盛世才出任新疆边防督办。苏联援助新疆的ZIS-5卡车在新疆被俗称为“羊毛车”。
1937年底，延安摩托学校一队学员20多人带10辆苏联吉斯卡车分配到中央军委总供给部筹建汽车队。1938年3月，陕甘宁边区汽车队成立。不久便与八路军兵站部（第二战区第十八兵站分监部，内部仍称兵站部，简称总兵站）的几辆车合编为八路军兵站部汽车队。司机共50多人，最初有汽车23辆，其中宋庆龄等送2辆，华侨南洋缝纫公司送的大小救护车各1辆，苏联制造的“吉斯5”、“吉斯6”型卡车共10辆，美国制造各种型号卡车9辆。以后，增添了宋庆龄领导的“保卫中国大同盟”捐助的汽车和自购汽车，共30多辆。八路军西安采办委员会汽车队设在西安七贤庄4号院，1937年4月创办时以东北军第六十七军的名义在瑞典“公茂洋行”购买了第一辆汽车。此后又以东北军的名义在“川陕实业公司”购进美国道奇与日本尼桑车各1辆，杨虎城赠送汽车2辆；抗战爆发后，苏联援华的吉斯5型卡车给留了5辆；阎锡山送给八路军的旧车中留了3辆；又通过关系在其他渠道买到9辆；到1939年，共有汽车22辆。
1937年抗日战争爆发后，1937年8月21日，国民政府与苏联签订《中苏互不侵犯条约》，苏联援华抗日，至1940年10月，累计拨付各类汽车2050多辆，其中牵引车602辆，汽车1516辆，主要是吉斯5型卡车。此外，为保障西北国际陆路通道援华运输任务，从1937年10月3日首批援华物资进入霍尔果斯口岸开始，苏联派遣大量人力物力出境承担运输任务。从苏联土西铁路的萨雷奥泽克，经霍尔果斯、伊犁、乌鲁木齐、哈密，河西走廊到兰州，全长2925公里。1937年9月新疆当局成立“转运抗战物资因应小组”，紧急动员了50多万人，仅用了一个月的时间，就完成了西北陆路国际大通道新疆境内1530公里道路、5个航空站、10个公路运输接待站的应急建设。陕西省主席邵力子斡旋将中国银行开办的中国机器打包公司设在咸阳北塬上距市区十几里路的20余间窑洞库房腾出，作为苏联援华军火的转运总站仓库。吉斯5卡车在当时被中国人称“羊毛车”，因为苏联援华军火物资车队是以“从新疆运到西安的中国机器打包公司和咸阳纺织厂的羊毛原料”名义，称这类车队为“羊毛车队”。1938年1月，苏联援赠送给中国政府500辆吉斯五型三吨半卡车，载着中国从苏联购买的1500多吨汽油，从苏联进入新疆抵达哈密后，经古驿道到兰州，这是河西走廊首次有大规模汽车通行。
1938年3月29日军事委员会军令部次长杨杰自莫斯科呈蒋委员长报告在苏与伏罗希洛夫元帅接洽军火接济各项详情及军火细帐报告，所附相关军火详情：

   “附：甲、乙、丙三种帐单
…
          帐单丙
…
            II装甲坦克及汽车之各项器材 
…
                       乙为ZIS-5汽车400辆及其运费 
…
    ……兹证明本帐单内所列特种商品之种类及数量，均已由中国中央国民政府代表王叔铭、蔡庆华、夏全铎、张矩祖、刘唐领诸先生在一九三七年十月二十四日至一九三八年二月十四日期内接收……”

国民政府决定以西兰公路为基础，成立交通部西北公路局，修筑甘新公路，任命驻扎河西的骑五军军长马步青为甘新公路督办，于1938年5月动工。新疆省设立公路局负责修建迪化至甘新交界猩猩峡的公路。1938年11月，全长2925公里的甘新公路全线修通。设立西北公路运输管理局，在武威、张掖、酒泉设汽车站办理接待过往苏方汽车的加水、加油；在安西、玉门、高台、古浪、定西、静宁、平凉等县都设有招待站，供应援华物资车队人员食宿。1938年12月，约有6000吨援华物资由苏联员驾驶5260辆吉斯卡车经甘新公路运往抗战前线。
苏联援华抗日第二笔军火合同在1939年下半年签订，数额为6,860,459美元，主要用来帮助中国在伊宁办航空学校。其中包括汽车：
| 车型              | 数量 | 价格                        |
| ----------------- | ---- | --------------------------- |
| 载重汽车гA3－AH   | 8辆  | 单价1710美元，总价13680美元 |
| 载重汽车3иC－5    | 6辆  | 单价1175美元，总价7050美元  |
| 小汽车加兹M-1     | 6辆  | 单价3060美元，总价18360美元 |
| 载客大汽车гA3－AH | 2辆  | 单价4465美元，总价8930美元  |

1940年12月崔可夫中将出任苏联军事顾问团总顾问，带来了新的援助：15名军事顾问，150架战斗机（飞机и-153 76架、飞机и－16　65架、飞机и－15 9架）、100架SB快速轰炸机附航空炸弹14600枚、76mm野炮200门附装甲炮拖200套及炮弹20万发，高炮50门（其中76mm者20门附炮弹3万发，37mm者30门附炮弹7万发）、500辆吉斯5型卡车、1300挺勃郎乌格宁机枪、子弹3700万发、共产国际牵引车20台、飞机全套装备23套、石油产品3,313,000美元由本次援助的吉斯5卡车运送。这也即苏联援华抗日第三笔军火，“当时手续未办，而先向中国提供了军火”。该笔军火货单和认偿债务书是1944年1月才由苏联政府交中国政府的。而合同是在1948年3月17日补订的，军火价格按合同签字时价格计算，为49,520,828美元。
1947年初，东北解放区打通对苏茂以后，首先从苏联购入汽车500輛，于1947年9月从哈尔滨派出三百名司机去蛟河站接受十余列车的吉斯-5型卡车；1948年6月又购入2500辆。
1951年，华东财政经济委员会工业部经理处成立汽车配件委员会，组织设计、制造汽车零配件供应抗美援朝战争运输需要，主要有苏制吉斯-5、吉斯-150、戛斯-53、戛斯-67和美制吉姆西、道奇、吉普、雪佛莱等车型的零件及随车工具。
1952年上海汽车和公路杂志社出版了72页的《吉斯-150型货车运用手册》，作者Т·А·维勤斯基，宋世仁译。1957年，人民交通出版社出版了102页的《吉斯-5型载重汽车运用手册》，作者“苏联汽车和拖拉机工业部乌拉尔斯大林汽车厂”，石镇揂等译，廖晓山校阅。